# Univerzita OSN
Univerzita OSN (anglicky United Nations University, zkratka UNU) je jedním z programů OSN. V současnosti pod UNU spadá 15 institucí ve 13 zemích, jejichž absolvent může získat postgraduální titul. V čele univerzity stojí 24členná rada. UNU není financována z rozpočtu OSN, ale z příspěvků vlád, organizací i jednotlivců. První návrh na založení univerzity vznesl roku 1969 U Thant. Oficiálně založena byla v roce 1973, kdy byla sepsána její první charta. Svou činnost zahájila roku 1975. UNU je tvořena výzkumníky z různých částí světa, mezi oblasti výzkumu UNU patří studia, které vedou k řešení globálních problémů a vzniku mírového světa.

## Program výzkumu
Program výzkumu na léta 2011-2014 je tvořen pěti body:
- Populace a zdraví
- Rozvojová správa
- Mír, bezpečnost a lidská práva
- Globální změny a udržitelný rozvoj
- Věda, technika a společnost.

## Instituty patřící pod UNU
- UNU Centre v Japonském Tokyu
- UNU-IAS Institute of Advanced Studies v Japonské Jokohamě
- UNU-ISP (Institute for Sustainability and Peace) v Japonském Tokyu
- UNU-CRIS (Institute on Comparative Regional Integration Studies) v Belgických Bruggách
- UNU-HES (Institute for Environment and Human Security) v Německém Bonnu
- UNU-FLORES (Institute for Integrated Management of Material Fluxes and of Resources) v Německých Drážďanech
- UNU-IIAOC (International Institute for the Alliance of Civilizations) ve Španělské Barceloně
- UNU-IIGH (International Institute for Global Health) v Malajsijském Kuala Lumpur
- UNU-IIST (International Institute for Software Technology) v Čínském Macau
- UNU-INRA (Institute for Natural Resources in Africa) v Ghanské Akkře
- UNU-INWEH (Institute for Water, Environment and Health) v Kanadském Hamiltonu
- UNU-MERIT (Maastricht Economic and Social Research Institute on Innovation and Technology) v Nizozemském Maastrichtu
- UNU-WIDER (World Institute for Development Economics Research) ve Finských Helsinkách
- UNU-BIOLAC (Programme for Biotechnology in Latin America and the Caribbean) ve Venezuelském Caracasu
- UNU-FNP (Food and Nutrition Programme for Human and Social Development) v Ithaka ve Spojených státech amerických
- UNU-FTP, UNU-GTP a UNU-LRT (Food and Nutrition Programme for Human and Social Development) v Islandském Rejkjavíku